# دومينيك ماريا
دومينيك ماريا (بالفرنسية: Dominik Moll) (و. 1962  م) هو مخرج أفلام، وكاتب سيناريو فرنسي، ولد في بول.

## التعليم
تعلم في المعهد العالي للدراسات السينمائية.

## وصلات خارجية
- دومينيك ماريا على موقع IMDb (الإنجليزية)
- دومينيك ماريا على موقع مونزينجر (الألمانية)
- دومينيك ماريا على موقع ألو سيني (الفرنسية)
- دومينيك ماريا على موقع أول موفي (الإنجليزية)
- دومينيك ماريا على موقع قاعدة بيانات الأفلام السويدية (السويدية)
- دومينيك ماريا على موقع قاعدة بيانات الفيلم (الإنجليزية)
- دومينيك ماريا على موقع كينوبويسك (الروسية)